# بابر غوري
بابر خان غوري (بالأردوية:  بابر خان غوری )‏ هو سياسي باكستاني من كراتشي، ووزير سابق للموانئ والشحن في باكستان. كان عضوًا في مجلس الشيوخ الباكستاني، ويدير بعض الأعمال العقارية في كراتشي ودبي. بابار خان غوري هو زعيم سياسي كبير في الحركة القومية المتحدة.